# Milivoje Petrović Blaznavac
Milivoje Petrović Blaznavac (Blaznava, 4/16. maj 1824 — Beograd, 24. mart/5. april 1873) bio je srpski general i državnik. Bio je na poziciji ađutanta kneza Aleksandra Karađorđevića, ministra vojnog, namesnika maloletnog Milana Obrenovića.

## Biografija
Rođen je u porodici Petra, seoskog trgovca i dućandžije iz Blaznave. Njegova majka je služila u Miloševom konaku, pa su kružile priče da je pripadala Miloševom "haremu" i da je već bila trudna kada ju je Petar primio, uz dobar miraz. Blaznavac se nije protivio ideji da mu je knez Miloš pravi otac. Završio je osnovnu školu i bojadžijski zanat. Napustivši zanat, naizmenično je služio u policiji i vojsci.
Pošto je stao na stranu Ustavobranitelja, protivnika kneza Mihaila Obrenovića, na čelu sa Tomom Vučićem Perišićem, nagradili su ga premeštajem u Beograd, gde je 1848, kao kapetan, postao ađutant kneza Aleksandra Karađorđevića. Na ovoj dužnosti je ostao dok nije pao u kneževu nemilost, možda zbog preterane bliskosti jednoj kneževoj kćeri. Kao poverljiv Knićaninov čovek, poslat je u Beč kako bi motrio na kneza Miloša. Pošto je pridobio njegovo poverenje, saznao je da knez namerava iskoristiti revolucionarni metež u Austriji kako bi se uz pomoć svojih ljudi vratio na vlast u Srbiji. Kako bi to sprečila, beogradska vlada je Blaznavcu dala uputstva da odmami Miloša u Zagreb gde bi ovaj bio zatvoren neko vreme. Tako se i dogodilo;u saradnji sa Gajem, Blaznavac je uspeo da knez Miloš bude pritvoren u Zagrebu dvadeset dana, pored čega su obojica od Miloša uzeli i novac za njegovo "spasavanje" Nakon ovih događaja prelazi u pobunjenu Vojvodinu gde se bori uz svog političkog zaštitnika Stevana Knićanina.
Po povratku u Srbiju odobreno mu je usavršavanje u Beču, Parizu i vojnoj školi u Mecu. Tokom Krimskog rata obavljao je diplomatske misije za srpsku vladu. Krajem 1854, u činu potpukovnika, postavljen je za načelnika vojnog odeljenja (nakon što je Knićanin postao ministar unutrašnjih dela), a u čin pukovnika, najviši u tadašnjoj srpskoj vojsci, unapređen je 1858. godine. U Srbiju se te godine vraća knez Miloš, što je Blaznavac želeo sprečiti vojskom, ali je usled oklevanja ministra Garašanina ostao samo posmatrač događanja.
Knez Miloš nije oprostio Blaznavcu "Zagrebački pritvor", tako da je proteran u rodnu Blaznavu i lišen svih zvanja, ali je u vreme kneza Mihaila vraćen i 1861. postavljen za upravnika kragujevačke Topolivnice, a 1865. godine postao je vojni ministar, umesto Ipolita Mondena. Na tom položaju je svu pažnju usmerio na artiljerijsku tehniku, koje ipak nije bilo dovoljno, nauštrb obuke i opreme narodne vojske, oficirskog kadra i infrastrukture.
Posle ubistva kneza Mihaila, 29. maja 1868, Blaznavac je izveo državni udar i proglasio za kneza Milana Obrenovića, dečaka od četrnaest godina, pre izbora skupštine. Do punoletstva Milana, Blaznavac je s Jovanom Ristićem i Jovanom Gavrilovićem činio trojno namesništvo, da bi nakon punoletstva kralja Milana postao predsednik vlade, prethodno dobivši generalski čin koji je tada prvi put dodeljen u Srbiji.
U jesen 1868. se se oženio Katarinom Konstantinović, nesuđenom Mihailovom ženom i kneginjom, unukom Jevrema Obrenovića, Miloševog brata, zbog čega se spekulisalo da bi mogao sam zauzeti kneževski presto, umesto maloletnog Milana. Umro je iznenada od srčane kapi 5. aprila 1873, a sahranjen je u porodičnoj grobnici Jevrema Obrenovića u Rakovici.
Nosilac je Obilića medalje.

## Porodica

### Roditelji
| ime   | slika | datum rođenja | datum smrti |
| ----- | ----- | ------------- | ----------- |
| Petar |       |               |             |
|       |       |               |             |

### Supružnik
| ime                     | slika | datum rođenja | datum smrti |
| ----------------------- | ----- | ------------- | ----------- |
| Katarina Konstantinović |       | 1848.         | 1910.       |

### Deca
| ime                | slika | datum rođenja | datum smrti | supružnik          |
| ------------------ | ----- | ------------- | ----------- | ------------------ |
| Vojislav Blaznavac |       | 1869.         | 1935.       |                    |
| Milica Blaznavac   |       |               |             | umrla u detinjstvu |

## Spoljašnje veze
- Biografija na sajtu SANU
- Влада Милана Обреновића. Књ. 1[мртва веза], стр. 1-21, Слободан Јовановић, Дигитална Народна библиотека Србије.